# Gu Jiacheng
Gu Jiacheng (chino simplificado: 谷嘉诚) más conocido como Jason Koo, es un actor y rapero chino. Es miembro del grupo "X-NINE".

## Biografía
Estudió en el Instituto de Educación Física de Chengdu.

## Carrera
Es miembro de la agencia "Wajijiwa Entertainment".

### Televisión y cine
El 18 de febrero de 2017 apareció como invitado por primera vez en el programa Happy Camp donde participó junto a X-NINE, Dilraba Dilmurat, Yu Menglong, Wei Daxun, Peter Sheng, Yang Di y Ming Xi.
El 25 de abril del 2018 se unió al elenco principal de la primera temporada de la serie Oh! My Emperor donde dio vida a Bei Tangyi, el dueño de la constelación de capricornio y el actual Emperador de la nación que termina enamorándose de la joven Luo Feifei (Zhao Lusi), hasta el final de la serie el 6 de junio del mismo año después de finalizar la segunda temporada.
En septiembre del mismo año se unió al elenco recurrente de la serie Battle Through the Heavens donde interpretó a Lin Xiuya, un miembro y nieto del subdirector de la academia Jianan.
El 1 de agosto del 2019 se unió al elenco de la película The Bravest donde dio vida a Zhou Hao, un miembro de la brigada de bomberos.
El 23 de octubre del mismo año se unió al elenco principal de la serie Dive donde interpretó a Jiang Bailong, un joven que es elegido junto a otros tres atletas por su entrenador para representar a su escuela en el equipo de clavados, hasta el final de la serie el 20 de noviembre del mismo año.
En julio del 2020 se unió al elenco principal de la serie The Song of Glory (南歌) donde dio vida a Liu Yixuan, el Príncipe Jing Ling, hasta el final de la serie en agosto del mismo año.
En marzo de 2021 se unió al elenco de la serie Twelve Legends (十二谭, también conocida como "Twelve Tan") donde interpretó a Lian Xuan, hasta el final de la serie el 15 de abril del mismo año.

### Música
El 28 de septiembre del 2016 se unió a la banda china X-NINE junto a Xia Zhiguang, Xiao Zhan, Zhao Lei, Yang Xujia, Peng Chuyue, Chen Emn, Wu Jiacheng y Guo Zifan. Dentro del grupo tiene la posición de rapero principal.

## Filmografía

### Series de televisión
| Año             | Título                     | Personaje                       | Notas        |
| --------------- | -------------------------- | ------------------------------- | ------------ |
| 2021 - presente | My Heart                   | Nangong Yixin                   |              |
| 2021            | Twelve Legends             | Lian Xuan                       | [ 8 ]        |
| 2021            | The Wolf Princess          | Yan Qing                        | 24 episodios |
| 2020            | The Case Solver            | Gu Yuan                         | 24 episodios |
| 2020            | The Song of Glory          | Liu Yixuan / Príncipe Jing Ling |              |
| 2019            | Dive                       | Jiang Bailong                   | 30 episodios |
| 2018            | Oh! My Emperor             | Bei Tangyi / Jia Cheng          | 42 episodios |
| 2018            | Battle Through the Heavens | Lin Xiuya                       |              |
| 2016            | Super Star Academy         | Su Geladi                       | (webdrama)   |

### Películas
| Año  | Título                   | Personaje                   | Notas                                                                                  |
| ---- | ------------------------ | --------------------------- | -------------------------------------------------------------------------------------- |
| 2021 | 1921                     | Zhou Hao                    | junto a Huang Xuan, Han Dongjun, Ni Ni, Zhang Yunlong, Shawn Dou, Karry Wang y Zu Feng |
| 2019 | The Bravest              | Zhou Hao                    | junto a Huang Xiaoming, Du Jiang, Oho Ou, Yang Zi y Tan Zhuo                           |
| 2018 | Monster Hunt 2 (捉妖记2) | Demonio del Pueblo Yongning | junto a X-NINE                                                                         |

### Programas de variedades
| Año        | Título                                  | Notas                        |
| ---------- | --------------------------------------- | ---------------------------- |
| 2017, 2019 | Happy Camp                              | 3 episodios - invitado       |
| 2019       | Super Penguin League Super3: Star Field | participante                 |
| 2018       | Super Nova Games (超新星全運會)         | concursante - junto a X-NINE |
| 2018       | Ace vs Ace S3                           | invitado                     |
| 2017       | Day Day Up                              | invitado                     |
| 2017       | Crazy Wardrobe: Season 1 (疯狂衣橱)     | 10 episodios - miembro       |
| 2015       | X-Fire                                  |                              |

### Revistas / sesiones fotográficas
| Año        | Título                    | Notas                                       |
| ---------- | ------------------------- | ------------------------------------------- |
| 2020       | UPOP                      |                                             |
| 2019       | FHM Film                  |                                             |
| 2019       | ELLE MEN Film Hero        |                                             |
| 2019       | Starbox Young Magazine    | junto a Nonkul - (publicación de noviembre) |
| 2019       | OWhat                     | junto a Nonkul                              |
| 2019       | Xinwei Magazine           |                                             |
| 2019       | ELLE MEN x Adidas         |                                             |
| 2017, 2018 | CHIC (小资)               |                                             |
| 2017, 2018 | So Cool China (体育博览)  |                                             |
| 2016, 2018 | Easy (音乐世界)           |                                             |
| 2017       | L'OFFICIEL (时装)         |                                             |
| 2017       | 新锐                      |                                             |
| 2017       | GQ China (智族)           |                                             |
| 2017       | 南都娱乐周刊              |                                             |
| 2017       | Cosmopolitan China (时尚) |                                             |
| 2016       | 时装男士                  |                                             |

## Discografía

### Sencillos
| Año  | Título                                         | Álbum                               | Notas                                                                   |
| ---- | ---------------------------------------------- | ----------------------------------- | ----------------------------------------------------------------------- |
| 2019 | Starry Oceans                                  | -                                   | junto a Jackson Yee, Zhou Dongyu, Arthur Chen, Xu Weizhou y Dong Zijian |
| 2019 | 影院消防安全指南                               | OST de "The Brave"                  | junto a Huang Xiaoming, Jiang Du, Yang Zi y Gao Ge                      |
| 2018 | Fights Break Sphere (斗破苍穹)                 | OST de "Battle Through the Heavens" | junto a Xiao Zhan, Wu Jiacheng y Peng Chuyue                            |
| 2018 | It Seems to Fall Into The Sea of Love (踩影子) | OST de "Oh! My Emperor"             | junto a Zhao Lusi                                                       |

### Otras interpretaciones
| Año  | Título                            | Álbum                                                                  | Notas                                                                                 |
| ---- | --------------------------------- | ---------------------------------------------------------------------- | ------------------------------------------------------------------------------------- |
| 2020 | I Have An Appointment With 2035   | Interpretación para la gala de la Federation of Literary & Art Circles | junto a Bai Lu, Gong Jun y Song Zu'er                                                 |
| 2020 | Let the World Be Filled With Love | Lanzado por China Federation of Literary & Art Circles                 | (Canción para apoyar a quienes luchan contra el coronavirus) - junto a otros artistas |

### X-NINE[10]

#### Miniálbum
| Fecha                   | Título                    | Lista de canciones |
| ----------------------- | ------------------------- | --- |
| 9 de mayo de 2018       | Keep Online (No version)  | 1. Do you miss me? (你想我嗎) - (junto a Wu Jiacheng, Peng Chuyue, Jason Koo) 2. Signal (信號) - (junto a Zhao Lei, Wu Jiacheng y Peng Chuyue) 3. Players (玩家) 4. Blazing heat (熾熱) |
| 14 de febrero de 2018   | Keep Online (Yes version) | 1. We Want What We Want 2. May I Have Your Heart-IP (永不下線的,才算愛嗎) 3. BIG SHOW 4. Face Face (顏值說)                                                                             |
| 1 de septiembre de 2015 | X玖                       | 1. Yǐ Jǐ Zhī Ming (以己之名) 2. B.O.Y.S 3. Yong Zì Ba Fa (永字八法) |

#### Sencillo
| Fecha                    | Título                                          | Lista de canciones                                 |
| ------------------------ | ----------------------------------------------- | -------------------------------------------------- |
| 24 de abril de 2018      | I Want To Give You (我想給你)                   | 1. I Want To Give You (我想給你)                   |
| 17 de abril de 2018      | Face Face (顏值說)                              | 1. Face Face (顏值說)                              |
| 16 de marzo de 2018      | BIG SHOW                                        | 1. BIG SHOW                                        |
| 1 de febrero de 2018     | May I Have Your Heart-IP (永不下線的,才算愛嗎?) | 1. May I Have Your Heart-IP (永不下線的,才算愛嗎?) |
| 2 de enero de 2018       | We Want What We Want                            | 1. We Want What We Want                            |
| 28 de abril de 2017      | Say No (炫斗青春)                               | 1. Say No (炫斗青春)                               |
| 18 de diciembre de 2016  | Yong Zì Ba Fa (永字八法)                        | 1. Yong Zì Ba Fa (永字八法)                        |
| 9 de noviembre de 2016   | B.O.Y.S.                                        | 1. B.O.Y.S.                                        |
| 24 de septiembre de 2016 | Yǐ Jǐ Zhī Ming (以己之名)                       | 1. Yǐ Jǐ Zhī Ming (以己之名)                       |
| 1 de septiembre de 2015  | Fight Through The Sky (斗破苍穹)                | 1. Fight Through The Sky (斗破苍穹)                |